# Hydrotaea hennigi
Hydrotaea hennigi este o specie de muște din genul Hydrotaea, familia Muscidae, descrisă de Adrian C. Pont în anul 1985. Conform Catalogue of Life specia Hydrotaea hennigi nu are subspecii cunoscute.